# Letterio La Spada
Letterio La Spada (Santo Stefano Medio, 23 aprile 1911 – 17 settembre 1971) è stato un politico e medico italiano.

## Biografia
Medico chirurgo. Nel 1953 viene eletto deputato con il Partito Nazionale Monarchico, nel 1957 passa al Partito Monarchico Popolare; conclude il mandato nel 1958.
Successivamente aderisce al Partito Liberale Italiano, con cui si candida alle elezioni politiche del 1963, senza risultare eletto; subentra poi alla Camera nel luglio del 1967 in seguito alla morte di Gaetano Martino. Conclude il mandato nel giugno 1968. Nella sua esperienza parlamentare fu firmatario complessivamente di 39 progetti di legge e autore di 42 interventi.
Morì nel settembre 1971 all'età di 61 anni.